# Pont noir (Tréguier)
Le « Pont noir » (ou les « ponts noirs ») est (étaient) le(s) pont(s) reliant les communes de Tréguier et Plouguiel, en Bretagne, en France, franchissant le Guindy environ 400 m avant la confluence avec le Jaudy. La passerelle Saint-François se situe 550 m en amont.
Le pont actuel est le cinquième "pont noir".

## Histoire

### Ponts routiers anciens

#### Premier pont (1878)
Un premier pont en bois est construit en 1878.

#### Deuxième pont
Il est remplacé par un éphémère pont en pierre à 3 arches, l'une d'elles s'effondrant en juillet 1891 lors de la dépose des cintres ayant servi à sa construction. Il ne fut jamais mis en service.

#### Troisième pont (1894-1972)
Les piles de ce pont vont alors servir pour la construction d'un nouveau pont à poutres en treillis métalliques type Pratt à tablier supérieur de 3 travées. Le pont faisait 75 m de long. Chaque travée faisait 24,8 m de long, 6 m de large et pesait 60 t. Le pont est mis en service en mars 1894.
L'originalité de ce pont tenait à son mode de construction. La configuration du site ne permettait pas de lancer le tablier d'une des rives vers l'autre et le coût d'un échafaudage s'avérait exorbitant. Le système Briand consistait à amarrer plusieurs chalands à couple au port de Tréguier, à proximité de là où les fers des travées étaient débarqués par bateau, et de les aménager en plate-forme surélevée sur laquelle commençait l'assemblage de la première travée. Une fois cette dernière opération terminée, l'ensemble était amené et positionné sur le site du chantier à marée haute, la travée se posant sur ses piles quand la marée baissait. La plate-forme était alors ramenée au port pour l'assemblage de la travée suivante. Ci-dessous, les dates de pose des travées:
- 1re travée, le 25 janvier 1894[3].
- 2e travée, le 9 février 1894[4].
- 3e travée, le 24 février 1894[5].

Il existe une gravure du procédé utilisé dans l'hebdomadaire L'illustration.
Ce pont a été démoli en 1972 à la suite de la mise en service du pont actuel. Les culées sont encore visibles sur les deux rives du Guindy.

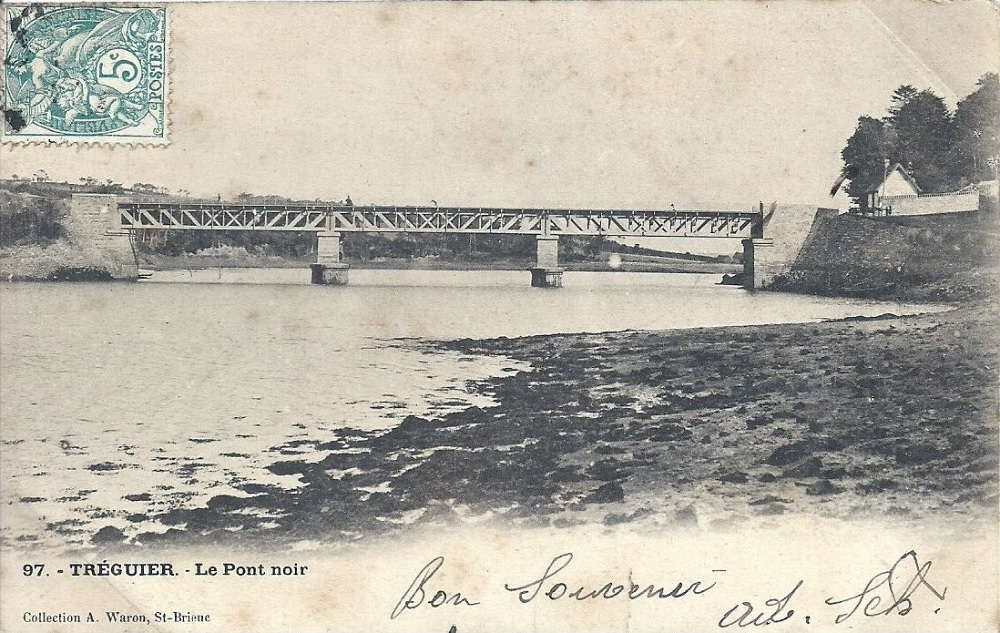
Le pont noir de 1894, vue générale (vers 1900)
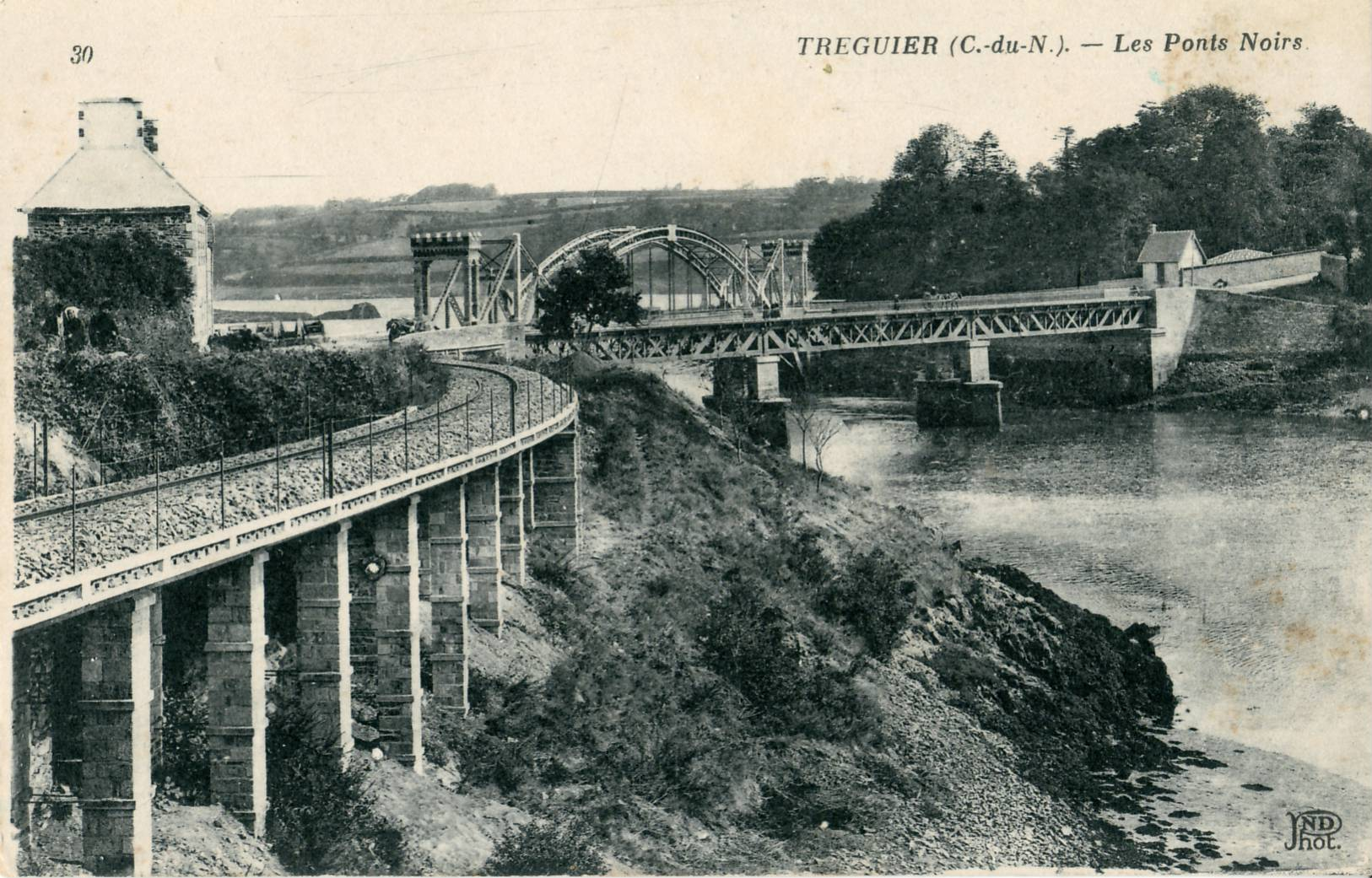
Au second plan, le pont routier
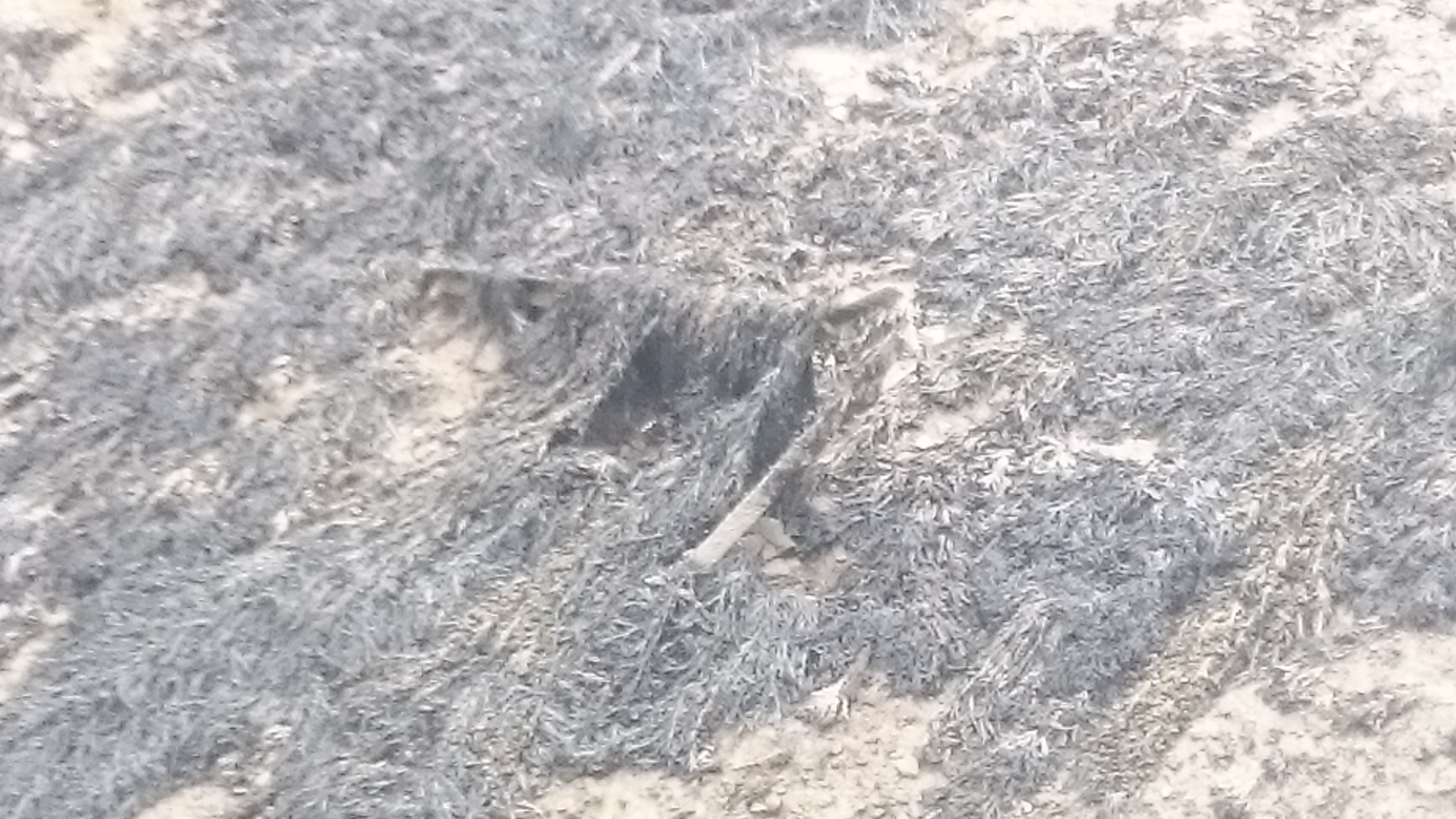
Un morceau de travée résiduel de la démolition de 1972. (oct. 2015)

### Pont ferroviaire (1906-1949)
À côté de ce dernier pont routier est construit un pont ferroviaire en arc à tablier intermédiaire construit par Louis Harel de la Noë pour les chemins de fer des Côtes-du-Nord. Il est mis en service le 11 août 1906 avec l'inauguration de la ligne de Tréguier à Perros. Il suivait à peu près le tracé du pont actuel.
La portée principale était de 88 m. Elle est composée d'un grand arc métallique en parabole à trois articulations de 54 m de long et de 100 m de rayon, complété de part et d'autre par une charpente triangulaire en acier et béton armé de 17 m de long, au-dessus du tablier. La partie du tablier de la portée principale reposait sur deux corbeaux en acier et béton armé de 8,50 m de déport par rapport aux piles principales. Avec la rampe côté Tréguier et les deux passerelles d'accès, en maçonnerie et béton armé, la longueur totale de l'ouvrage était d'environ 195 m.
La ligne de chemin de fer ferme le 15 avril 1949 et le pont est démoli en 1952. Une partie de la pile principale rive gauche (côté Plouguiel) est encore visible, et sert d'appui au pont actuel. Sur la rive droite (côté Tréguier), la base de la pile principale et les ancrages du corbeau sont visibles à marée basse à côté du pont actuel.
En plus des deux ponts routier et ferroviaire, une "passerelle" (plutôt un mur de soutènement) permettait d'accéder aux deux anciens ponts côté rive gauche (côté Plouguiel). Celle-ci existe encore et est toujours utilisée pour l'accès au pont actuel.

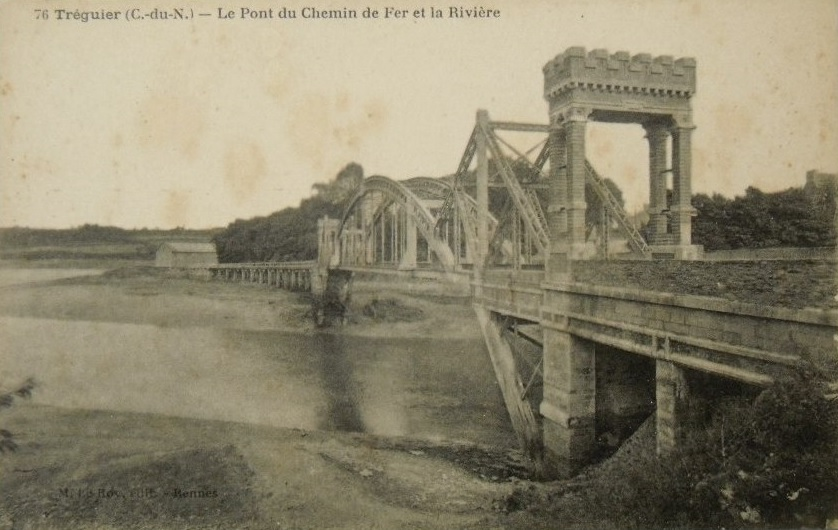
Vue générale du pont noir ferroviaire. (années 1910)
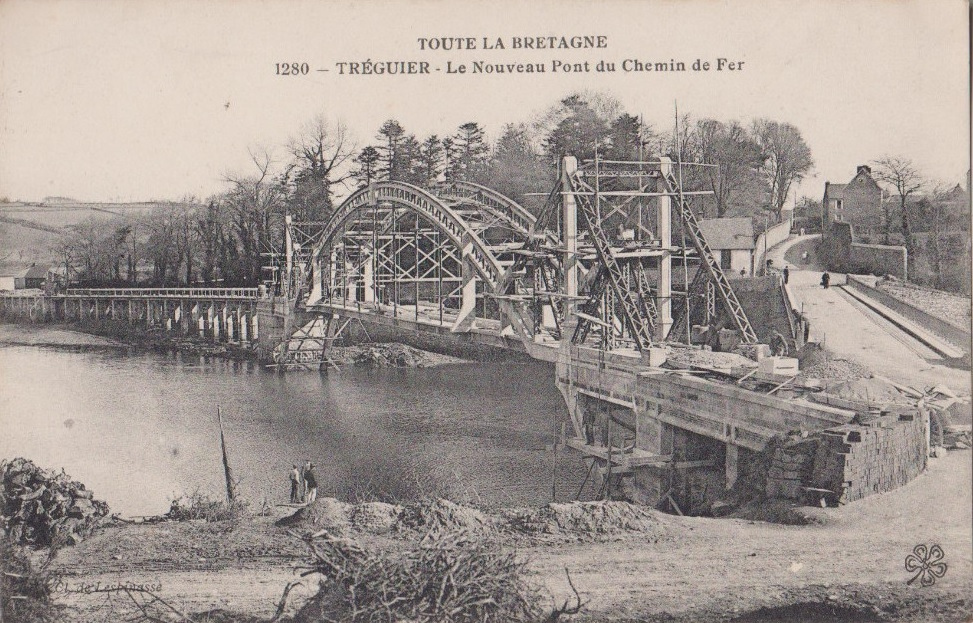
Le pont noir ferroviaire en construction. (1905)
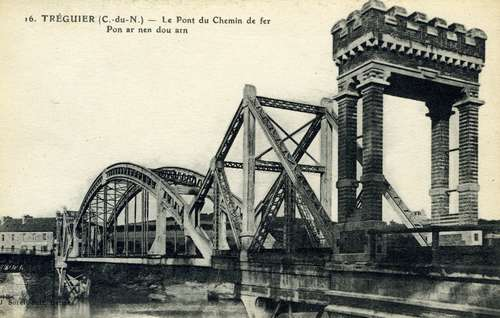
Détail du pont ferroviaire.
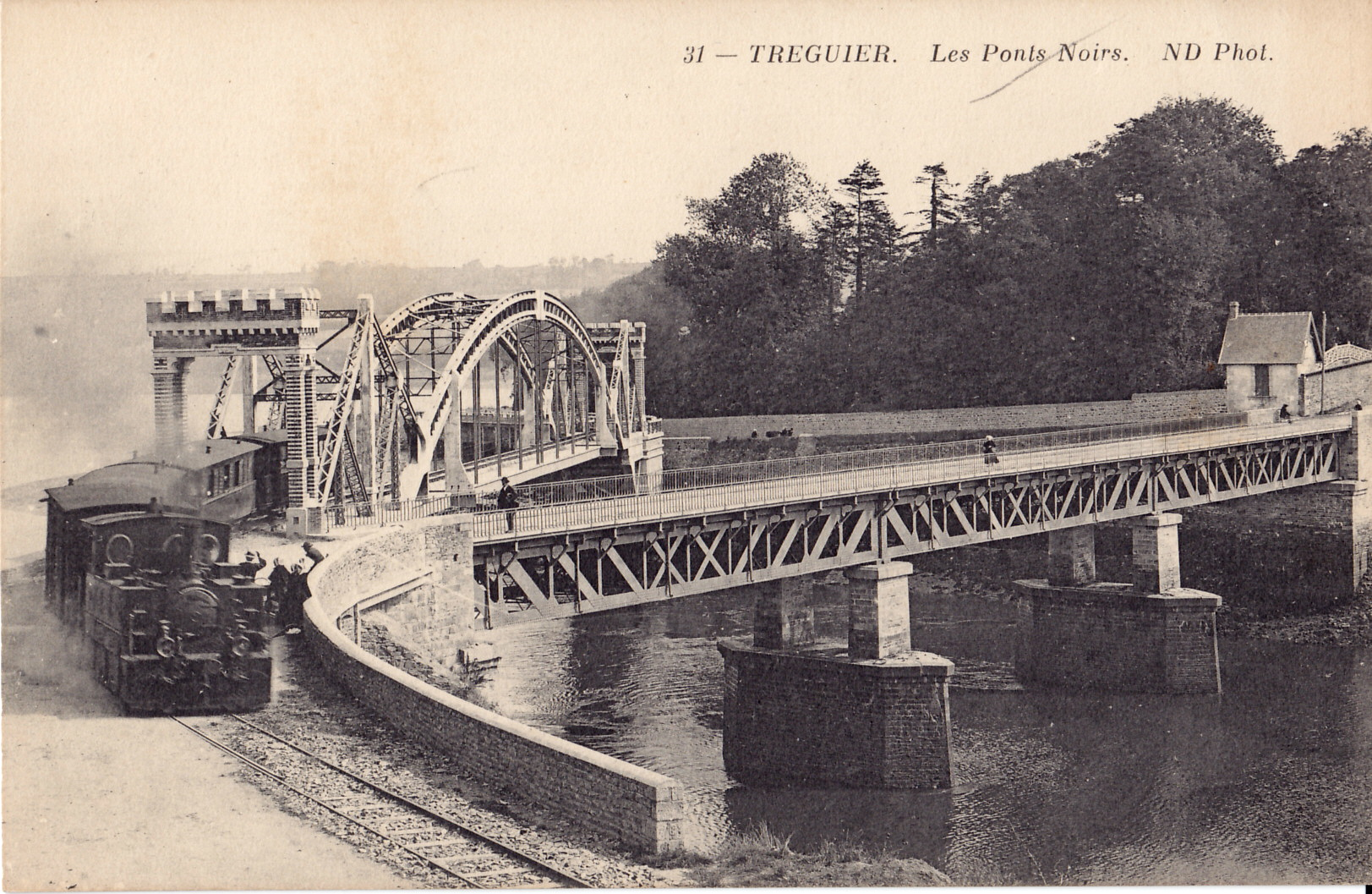
Les ponts noirs vers 1910: Le pont routier de 1894 à droite et le pont ferroviaire avec un train des CDN au passage à niveau.

## Pont routier actuel
Le pont noir actuel est inauguré en 1972. Il supporte la départementale n°8, route de Plougrescant à Gouarec.

### Description
C'est un pont en poutre-caisson en béton précontraint d'une seule portée de 79 m. La poutre-caisson fait 6,00 m de large. Le tablier a une largeur hors-tout de 10,80 m, soit un encorbellement de 2,40 m de part et d'autre de la poutre-caisson. Il supporte une route à deux fois une voie, chaque voie faisant 3,50 m de large, encadrée par deux trottoirs de 1,55 m de largeur utile chacun, auxquels il faut ajouter 35 cm pour les garde-corps et le parement.

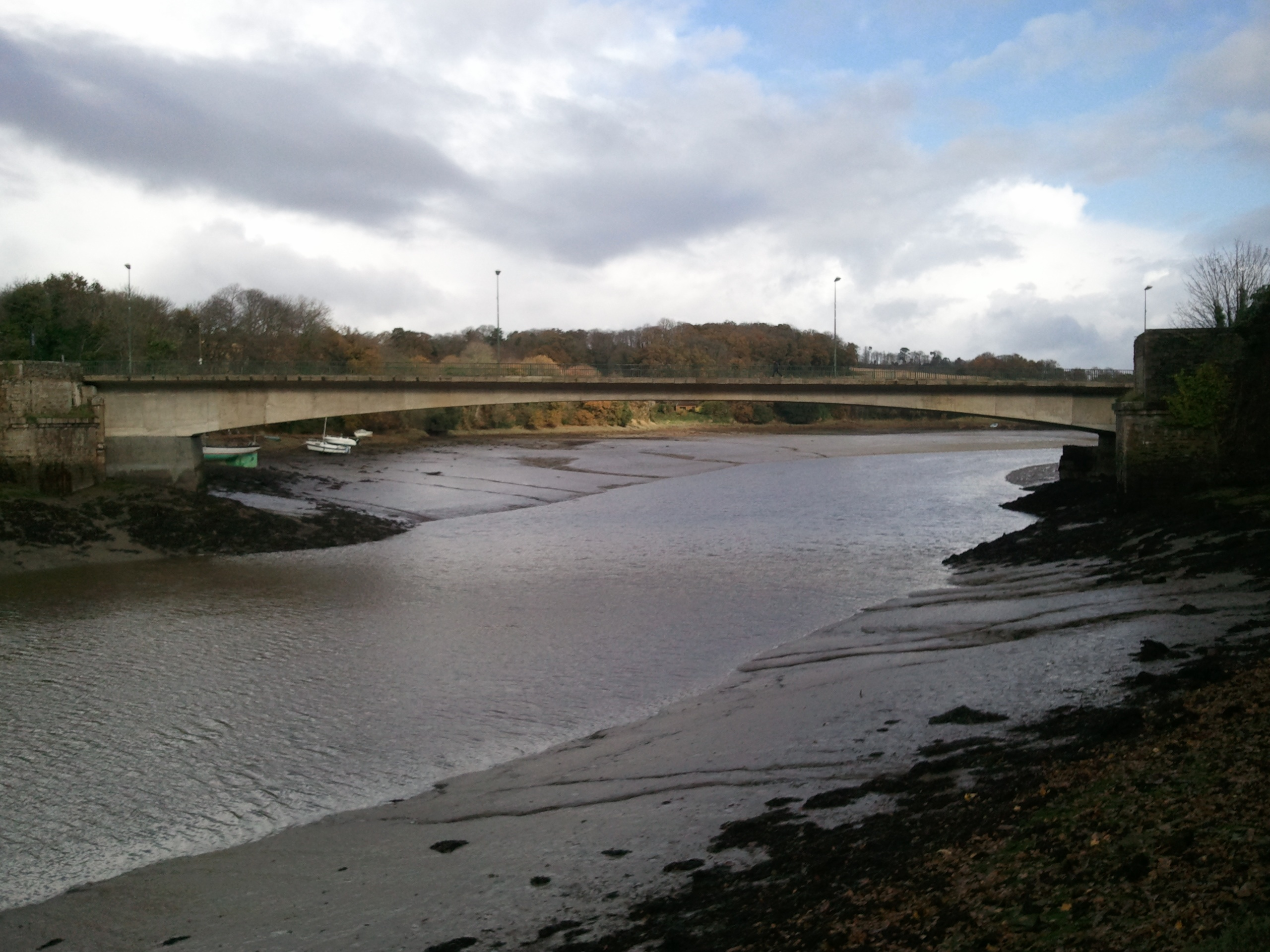
Pont noir actuel, vue générale. (Nov. 2012)
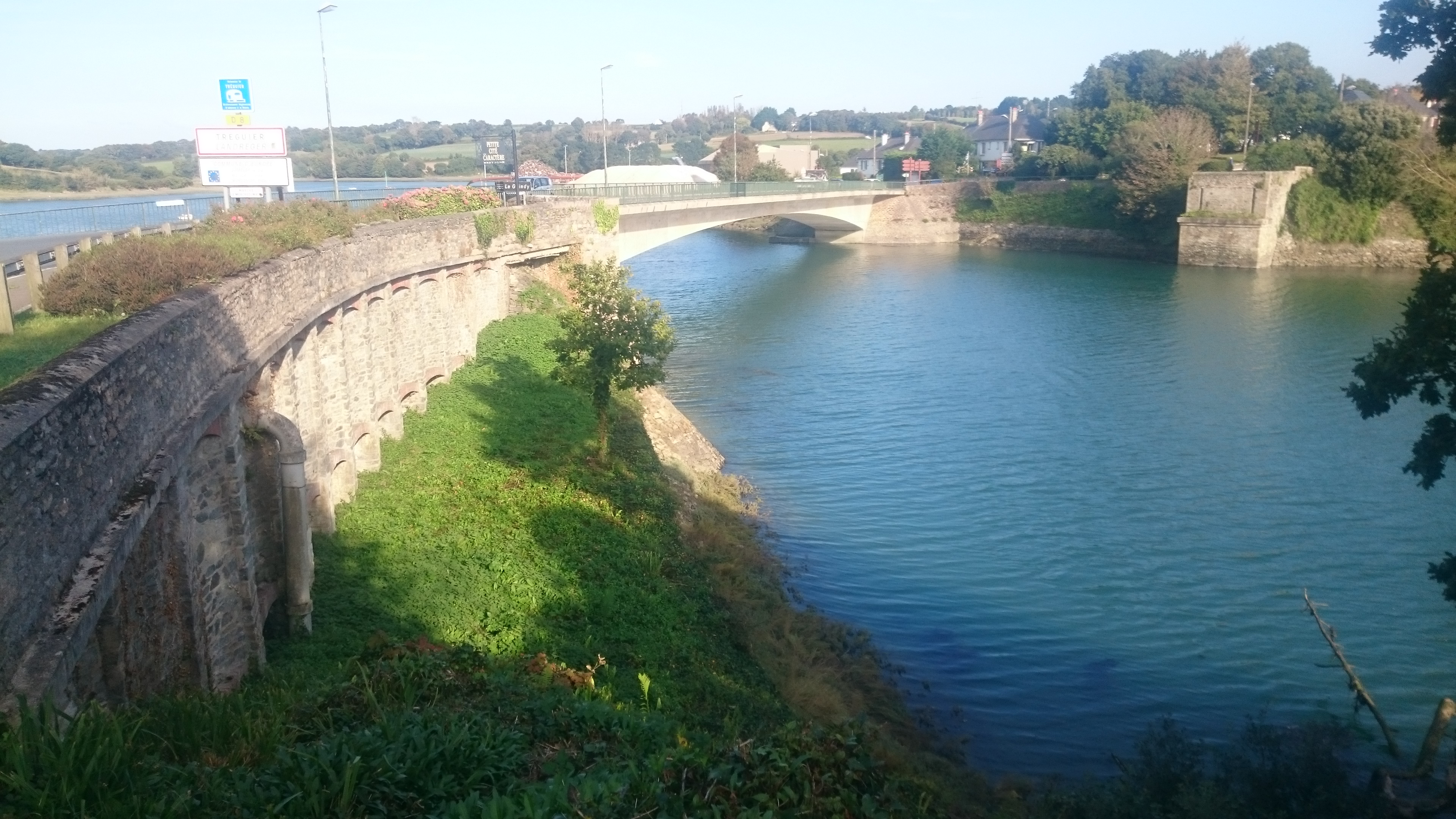
La première passerelle de Plouguiel, le pont noir actuel et les culées du pont noir routier de 1894 (Oct. 2015)
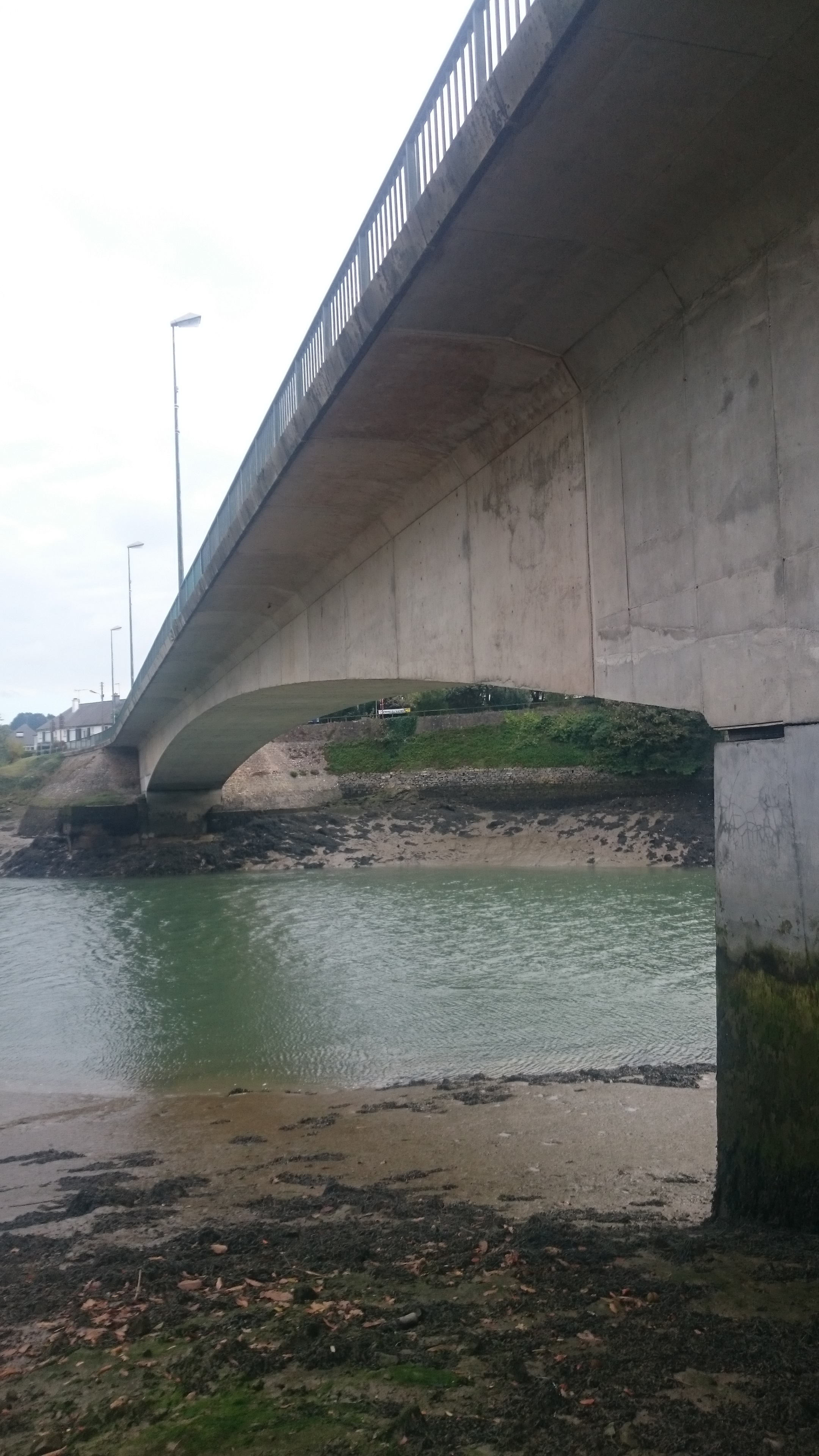
Le pont noir, vue de Plouguiel. (Oct. 2015)

## Étymologie
Les différents ponts doivent leur nom à la proximité d'un rocher situé à la confluence du Jaudy et du Guindy appelé La Roche Noire, plus connu des cartes de marine sous le nom du tas de fumier . À Plouguiel, le lieu-dit où se situe le pont s'appelait donc La Roche Noire, et correspond aujourd'hui au bas de l'actuelle rue de Tréguier. La partie du ria du Guindy qui va de la confluence jusqu'au premier méandre s'appelle l'Anse de la Roche Noire.